# Esquizofrenia lenta

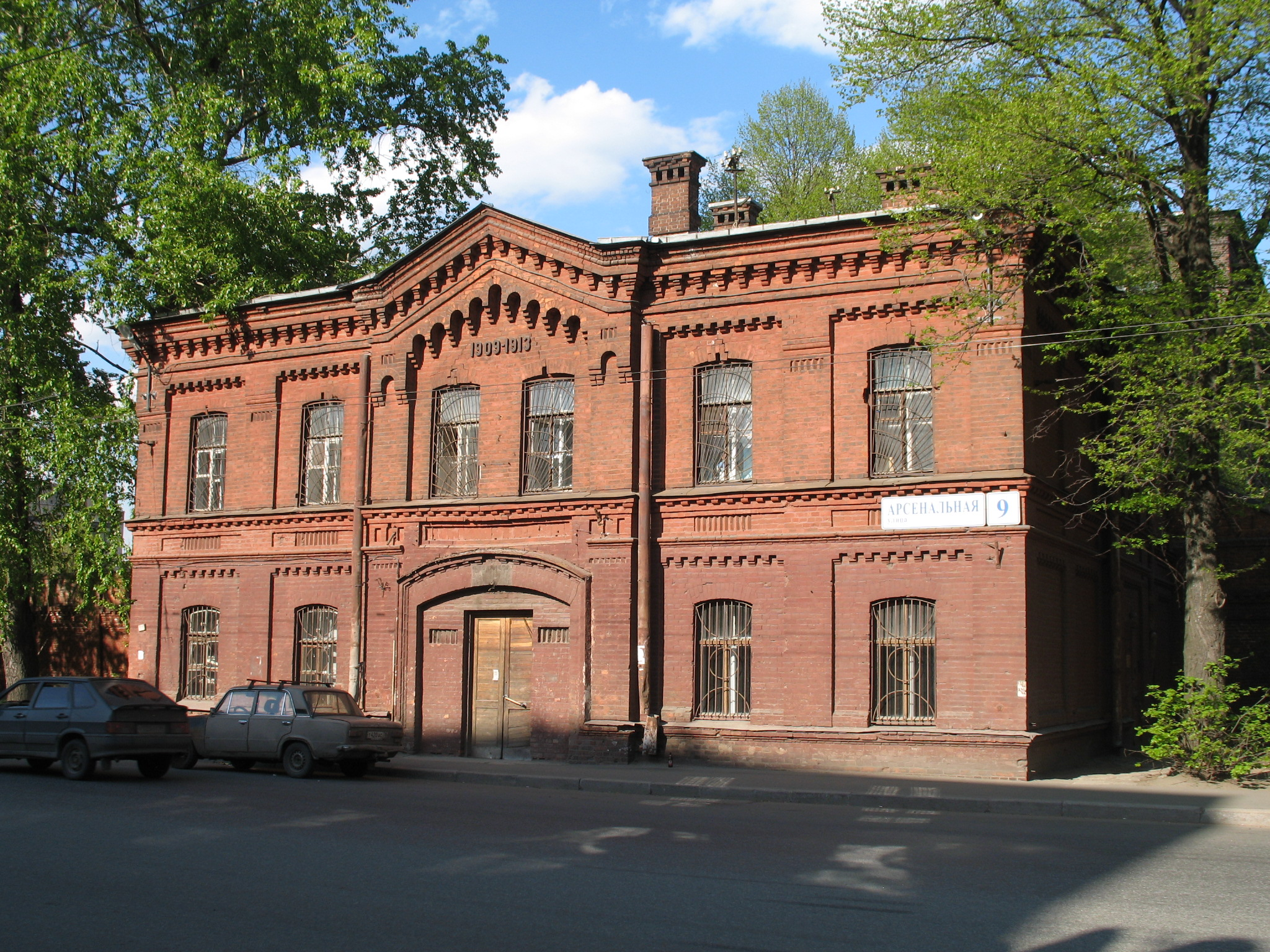
El Hospital Psiquiátrico Especial de Leningrado del Ministerio del Interior de la URSS donde fueron encarcelados Vladimir Bukovsky, Pyotr Grigorenko, Alexander Yesenin-Volpin y Viktor Fainberg fue uno de los hospitales psiquiátricos de tipo especial utilizado para "tratar" litigios y reformismo

La esquizofrenia lenta, o esquizofrenia progresiva lenta, era una categoría de diagnóstico utilizada en la Unión Soviética para describir lo que se decía que era una forma de esquizofrenia caracterizada por un curso lentamente progresivo diagnosticándose incluso en pacientes que no presentaban síntomas de esquizofrenia u otros trastornos psicóticos, asumiendo que estos síntomas aparecerían más tarde.
Fue desarrollado en la década de 1960 por el psiquiatra soviético Andrei Snezhnevsky y sus colegas, y se usó exclusivamente en la Unión Soviética y varios países del bloque del Este, hasta la caída del comunismo a partir de 1989. El diagnóstico ha sido desacreditado durante mucho tiempo debido a su insuficiencia científica y su uso como un medio para confinar a los disidentes. Nunca ha sido utilizado o reconocido fuera de la Unión Soviética, o por organizaciones internacionales como la Organización Mundial de la Salud.  Se considera un excelente ejemplo del abuso político de la psiquiatría en la Unión Soviética. 